# Beta del Lleó Menor
Beta del Lleó Menor (β Leonis Minoris) és un estel a la petita constel·lació del Lleó Menor de magnitud aparent +4,20. Malgrat ser l'única en aquesta constel·lació que porta lletra grega —no existeix l'estel «Alfa»— és només la segona més brillant després de Praecipua (46 Leonis Minoris). S'hi troba a 146 anys llum de distància del sistema solar.
Beta del Lleó Menor és una estrella binària espectroscòpica composta per una estrella gegant groga de tipus espectral G9IIIb (Beta del Lleó Menor A) i una nana groga de tipus F8V (Beta del Lleó Menor B). L'estel gegant té una temperatura superficial de 5.075 K i una lluminositat 36 vegades major que la del Sol. El seu radi és 7,8 vegades més gran que el radi solar i la seva massa s'estima en una mica menys de dues masses solars.
Beta del Lleó Menor B és, amb una temperatura de 6.200 K, més calenta que la seva companya. Posseeix una lluminositat 5,8 vegades superior a la lluminositat solar. Amb un radi doble que el del Sol, la seva massa és un 35% major que el solar. El període orbital d'aquesta binària és de 38,62 anys, variant la separació entre els dos estels entre 5,4 ua i 27 ua al llarg d'una òrbita summament excèntrica (ε = 0,75). La metal·licitat del sistema és igual a la del Sol ([Fe/H] = 0,00) i la seva edat s'estima en 980 milions d'anys.